# Wetarfikonfågel
Wetarfikonfågel (Sphecotheres hypoleucus) är en fågel i familjen gyllingar inom ordningen tättingar.

## Utbredning och systematik
Fågeln förekommer enbart i låglänta områden på ön Wetar i östra Små Sundaöarna. Den behandlas som monotypisk, det vill säga att den inte delas in i några underarter.

## Status
IUCN kategoriserar arten som livskraftig.